# Andora na Zimowych Igrzyskach Olimpijskich 2006
Andorę na Zimowych Igrzyskach Olimpijskich 2006 reprezentowało trzech sportowców w dwóch dyscyplinach. Nie zdobyli oni żadnego medalu.

## Wyniki

### Narciarstwo Alpejskie
- Alex Antor

zjazd – 39. miejsce
kombinacja – DNF
supergigant – DNF
slalom – DNF
- Roger Vidosa

zjazd – 50. miejsce
kombinacja – 28. miejsce
slalom – 27. miejsce

### Biegi narciarskie
- François Soulié

bieg łączony na 30 km – DNF
15 km techniką klasyczną – 72. miejsce
50 km techniką dowolną – DNF